# Andries Vierlingh
Andries Vierlingh (Breda, circa 1507 - Steenbergen 1579) was een Nederlands waterbouwkundige. Zijn manuscript Tractaet van Dyckagie wordt gezien als een waarschuwing tegen fundamentele fouten in het waterstaatkundig beheer, waaruit ook nu nog lessen zijn te trekken.

## Leven en werk
Hij was afkomstig uit een gegoede regentenfamilie. Hij was de zoon van Nicolaas Vierling, griffier van de raad en rekenkamer van de graaf van Nassau, en Wilhelmina van Vlyet. Hij was zelf in 1536 en 1537 schepen van Breda, en trouwde rond 1541 met Emerentia van Bruheze. Hij was van jongs af aan geïnteresseerd in waterbouw, want hij was op 20 jarige leeftijd al betrokken bij het herstel van de doorgebroken dijken van Reimerswaal.
Vierlingh was een van de eerste waterbouwkundigen die zijn werkzaamheden met bestuurlijke activiteiten combineerde waarmee hij, net zoals Cornelis Lely veel later, met technisch kennis en bestuurlijke invloed ordening aanbracht in het beheer van het binnendijkse land en daarmee de basis legde voor een doelmatig beheer van het binnenwater in Nederland.
Hij werd in 1537 door de Prins van Oranje benoemd tot rentmeester van Steenbergen. Dit bleef hij tot 1567, terwijl hij daarnaast in 1552 ook werd benoemd tot dijkgraaf van de Graaf Hendrikpolder. In de omgeving van Steenbergen werd tussen 1548 en 1554 meer dan 4.000 hectare nieuw land gewonnen door het indijken van de gorzen en schorren rondom de stad. Vierlingh was daar als rentmeester en dijkgraaf nauw bij betrokken.
Vierlingh ijverde voortdurend voor het belang van goede dijken in zijn af en toe zwaar door wateroverlast geteisterde Brabantse geboortestreek. Als dijkgraaf was hij betrokken bij een groot aantal inpolderingen.
Hij adviseerde regelmatig bij dijkwerken, sluizenbouw en de aanleg van oeververdedigingen in Zeeland, Zuid-Holland en in Noord-Holland. Zo was hij in 1530 betrokken bij het dichten van gaten in de havendijk van Middelburg en bezocht hij het ondergelopen Reimerswaal. In 1553 werd hij om advies gevraagd bij de inpoldering van de Zijpe. Hij was actief bij de bedijking van Klundert en bij verschillende andere inpolderingen en zeewerende werken.

## Tractaet van Dyckagie
In 1576 vroeg hij ontslag als rentmeester. Hij was toen 69 jaar oud en besloot zijn ervaringen op waterstaatkundig terrein te boek te stellen. Zijn plan was een vijfdelig werk samen te stellen, waarin de toenmalige stand van de waterstaatkundige kennis en de praktijk van het waterbeheer samengebundeld zou zijn. Hij heeft echter maar de helft van dit plan voor zijn dood in 1579 kunnen uitvoeren. Hierin gaf hij een technische verhandeling over het construeren van dijken in de zestiende eeuw. Maar ook kritiseerde hij de vele fouten die op waterstaatkundig gebied gemaakt werden. Vooral de dijkgraven moesten het hierbij ontgelden. Zo verweet hij de heer van Reimerswaal, Adriaan van Lodijcke, dat hij een dijkgat niet dichtte zodat een haven kon ontstaan. Zo kon de Sint Felixvloed van 1530 een groot deel van het Land van Reimerswaal voorgoed overstromen.
Zijn manuscript, dat thans berust in het Nationaal Archief, werd in 1920 door J. de Hullu en A.G. Verhoeven uitgegeven onder de titel Tractaet van Dyckagie. Waterbouwkundige adviezen en ervaringen van Andries Vierlingh in de Rijks Geschiedkundige Publicatiën (RGP). Omdat deze uitgave lang was uitverkocht maar de inhoud nog steeds populair was, besloot de Nederlandse Vereniging van Kust- en Oeverwerken (VBKO) in 1973 tot een fotomechanische herdruk.
- Bibliothèque nationale de France: cb104899396 (data)
- Biografisch Portaal: 04189142
- Digitale Bibliotheek voor de Nederlandse Letteren: vier004
- International Standard Name Identifier: 0000 0000 6279 744X
- Nederlandse Thesaurus van Auteursnamen: 074079786
- Virtual International Authority File: 89449407
- WorldCat: E39PBJwdcgtRwxpCxgKjfGkRrq